# Référendum constitutionnel nauruan de 2010
Le Référendum constitutionnel nauruan de 2010 a lieu le 27 février 2010 à Nauru afin de permettre à la population de se prononcer sur plusieurs révisions de la constitution visant à garantir une meilleure stabilité politique.
Le référendum est rejeté par 2 939 voix contre 1 450 soit 66,96 % des voix.

## Contexte
Depuis l'indépendance de Nauru en 1968, le pays connait une grande instabilité politique avec de fréquents changements de Président. Afin de remédier au problème institutionnel à l'origine de cette instabilité, le fonds pour la démocratie des Nations unies encourage Nauru à engager une réforme de sa constitution. Quarante débats publics suivis par 700 personnes sont organisés à partir d'octobre 2006. Ces rencontres s'inscrivent dans une démarche d'éducation civique de la population en général avec une attention particulière auprès des femmes, peu présentes dans la vie politique de l'île.

## Contenu

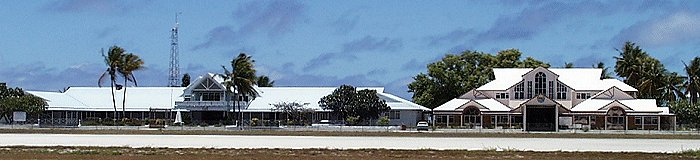
Le bâtiment du gouvernement (à gauche) et du Parlement (à droite) de Nauru dans le district de Yaren.

Le référendum concerne 34 amendements de la constitution dont
- le mode d'élection du Président de Nauru au suffrage universel direct plutôt que par une élection du Parlement[3],[2] ;
- l'amendement de la charte des droits et libertés afin de renforcer les droits civiques[3],[2] ;
- une meilleure transparence dans les fonctions du Président et du Cabinet[2] ;
- un renforcement de la stabilité du gouvernement[2].

Une majorité aux deux-tiers est requise pour valider la consultation.

## Déroulement
Le référendum est organisé le 27 février 2010 dans quatorze bureaux de vote répartis dans toute l'île.

## Résultats
| Choix                     | Votes | %     | Quorum  |         |
| ------------------------- | ----- | ----- | ------- | ------- |
| Pour                      | 1 450 | 33,04 | 66,66 % | 66,66 % |
| Contre                    | 2 939 | 66,96 |         |         |
|                           |       |       |         |         |
| Votes valides             | 4 389 | 98,17 |         |         |
| Votes blancs et invalides | 82    | 1,83  |         |         |
| Total                     | 4 471 | 100   |         |         |

## Conséquences
Le référendum suscite l'espoir d'une « vie politique plus stable » de la part d'une certaine partie de la classe politique comme le ministre de la justice, des sports et de la santé Matthew Batsiua. Après le rejet du référendum, une grande déception est ressentie par le Président Marcus Stephen ou l'ancien ministre Kieren Keke. Exprimant cette même déception, Matthew Batsiua déclara quelques mois plus tard :
« Si le référendum avait obtenu le soutien nécessaire, les droits et les libertés garantis aux Nauruans par la Constitution auraient pu constituer un exemple auquel toutes les nations du monde pourraient aspirer. Ça aurait été la première Constitution au monde à protéger les droits des personnes handicapées, et la seconde dans la région, après celle de Papouasie-Nouvelle-Guinée, à disposer pour la protection des droits environnementaux. Elle aurait prohibé la peine de mort, garanti les droits des enfants, reconnu le droit de recevoir l’éducation et la santé. Elle aurait inscrit le droit de recevoir un congé de maternité, et introduit un droit d’accès à l’information, entre autres choses. »
Il suggéra que les électeurs n'avaient pas tant rejeté les droits qui leur étaient proposés, qu'été déboussolés par le nombre et la complexité des amendements qui leur étaient soumis. Il ajouta que le gouvernement avait entrepris une consultation des citoyens pour comprendre les raisons du rejet.